# Crisis (gruppo musicale statunitense)
I Crisis sono stati un gruppo musicale statunitense di genere crossover, formatosi nel 1994 a New York e scioltosi nel 2006 dopo aver pubblicato 4 album.

## Storia
Il gruppo era composto da musicisti di differenti origini e tradizioni: chitarrista afgano, bassista coreano, batterista statunitense. Attraverso questa miscela multietnica fu in grado di proporre elementi sonori inediti per potenza e qualità, dominati da testi intimisti e di protesta e messaggi forti ed estremi.
Il sound del gruppo può essere descritto come un'unione di elementi thrash e death metal con altri più hardcore, punk metal e sludge, a tratti simile a quello primordiale espresso dai Melvins o dai Black Flag ma per altri versi molto più duro, nervoso, ipnotico e violento quindi si potrebbero considerare i precursori del deathcore considerando che il secondo album Deathshead Extermination presenti delle sonorità tipicamente metalcore e anche frequenti screaming più tipici del death e black metal.
Karyn Crisis appare nel quarto album dei Six Feet Under True Carnage come cantante nella canzone Sick and Twisted. Questo è stato il primo duetto death metal fatto da una voce maschile e una femminile.

## Formazione
- Karyn Crisis - voce
- Afzaal Nasiruddeen - chitarra
- Jwyanza Hobson - chitarra
- Gia Chuan Wang - basso
- Justin Arman - batteria

## Discografia
- 1994 - 8 Convulsions
- 1996 - Deathshead Extermination
- 1997 - The Hollowing
- 2004 - Like Sheep Led to Slaughter